# Cantone di Montignac
Il Cantone di Montignac era una divisione amministrativa dell'arrondissement di Sarlat-la-Canéda.
A seguito della riforma approvata con decreto del 21 febbraio 2014, che ha avuto attuazione dopo le elezioni dipartimentali del 2015, è stato soppresso.

## Composizione
Comprendeva i comuni di:
- Aubas
- Auriac-du-Périgord
- La Chapelle-Aubareil
- Fanlac
- Les Farges
- Montignac
- Peyzac-le-Moustier
- Plazac
- Rouffignac-Saint-Cernin-de-Reilhac
- Saint-Amand-de-Coly
- Saint-Léon-sur-Vézère
- Sergeac
- Thonac
- Valojoulx